# Nebaj
Santa María Nebaj («Santa María»: en honor a su santa patrona, la Virgen de la Asunción; Nebaj: del ixil, significa «lugar donde nace el agua») es un municipio del departamento de Quiché, en la República de Guatemala. Se encuentra en la región conocida como Franja Transversal del Norte, a 254 kilómetros de la Ciudad de Guatemala y a 91 kilómetros de la cabecera departamental de Quiché, por medio de la carretera departamental Quiché 3 y 6, asfaltada y transitable durante todo el año. Forma parte del área conocido como el triángulo Ixil conformado también  por los municipios de Cotzal y Chajul, porque en los tres municipios se habla el idioma Ixil, teniendo cada municipio su propia manera de hablar.

## Toponimia:
En el caso de Santa María Nebaj, el topónimo «Santa María» proviene de la santa patrona, la Virgen de la Asunción; por su parte, para el topónimo «Nebaj» existen distintas versiones sobre su origen. La más aceptada indica que el nombre no es de origen náhuatl, sino que significa «lugar de nacimiento de agua»”, por la declinación gramatical de la palabra «naab'a'» en el idioma Ixil, que hace referencia a los nacimientos de agua existentes en varias comunidades.[cita requerida]
Anteriormente la palabra Nebaj se escribió como «Nabah».[cita requerida]

## Historia:

### Época prehispánica:
Se localizó en el municipio de Nebaj una pieza de jade del sitio arqueológico Xe'Baj que se encuentra a las afueras del pueblo, que evidencia la historia y cultura del pueblo ixil desde épocas milenarias.[cita requerida] La mitología ixil señala la zona como lugar del descubrimiento de este cultivo. El cerro Paxil, en la comunidad de Xolcoay del municipio de Chajul,  se considera como el lugar sagrado donde se inició el cultivo de maíz. Algunos historiadores consideran estas afirmaciones como ciertas. describió que el maíz es un cultivo originario de las tierras altas de Guatemala. Otro investigador escribió que el maíz se cultivaba desde el año 3500 a. C.

### Clásico Temprano:
En el Clásico Temprano se observa un crecimiento de ciudades mayas importantes en todo el altiplano del norte. El área ixil está incluida en este auge y nacen los primeros sitios como Nebaj, Chipal, Tzicuay, Sumal y Xacbal. Se encuentran tipos de cerámica provenientes de las tierras bajas, pero la mayoría está más relacionada con las tierras altas. Los sitios ixiles conservaron los nexos más estrechos con el sitio mam de Zaculeu y el sitio awakateka Chalchitán. Sin embargo, hay también estrechos vínculos con el sitio de Chamá en Alta Verapaz, que estaba sobre el río Chixoy, (tal vez Chamá era de habla q’eqchi’ o ch’olana, o ambos). Chamá es famoso por su estilo de cerámica. Piezas del mismo estilo se han encontrado en el área de Nebaj. Esta relación prosigue en el clásico tardío.
Para este período el sitio de Nebaj, (solo el grupo A), al cual los pobladores cercanos lo llaman Xe B’aj, parece haber emergido como el centro regional del área ixil con amplios contactos exteriores. Los gobernantes tienen un estilo de vida parecido a sus homólogos en la región de Petén. Erigen estelas (aunque lisas, no grabadas) con altares. Se entierran en tumbas con la típica falsa bóveda maya, en las cuales descansan los cuerpos en posición extendida.

### Clásico Tardío:
Entre los años de 810 al 830 D.C. el ajaw Noj Yo(k) K’in, (que significa Gran Columna de Sol), gobernaba la región ixil, entre sus títulos estaban ser un Bacab, señor de Aj Siyaj Tun (quizás el nombre clásico de Nebaj) y Ajaw de "Ch’aju", muy probablemente la actual Chajul.
Xe B’aj sigue siendo el centro regional del área ixil. Sus contactos más estrechos son con Zaculeu y Chalchitán, o sea con los del grupo de habla mamense. Luego con los sitios de Sacapulas y del resto del Quiché. Mantiene contactos con las tierras bajas de Petén y de la cuenca del río Usumacinta, pero al parecer más intenso con ciudades de Alta Verapaz, como Chamá y Chipoc en Cobán. Continúan su existencia los sitios más modestos como Chipal, Tzicuay y Xacbal, Ilom mientras nacen aún más centros locales, como Caquixay, Nebaj (grupo B), también Acihtz, Tixchún y Baschuc. Casi todos éstos van a quedarse ocupados hasta la llegada de los españoles.
En sus costumbres funerales siguen reutilizando las tumbas, aunque crean también nuevos entierros. La gente común tiene su propia forma de dejar a sus muertos, las urnas funerarias que fueron encontradas en las zonas habitacionales. Grandes urnas adornadas muchas veces con la imagen del Dios del Sol en su aspecto diurno tanto como nocturno (jaguar). La gran innovación en la arquitectura local de esta época es la cancha de pelota (con extremidades abiertas). Va a ser típico para la plaza ixil de este tiempo.
Referente al año 750 d. C. del período clásico de la cultura maya, asevera que “los asentamientos Ixiles del área fueron contemporáneos del desarrollo de la gran cultura maya de Tikal, y de Kaminal Juyu. En esa época el pueblo Ixil desarrolló vínculos e intercambios comerciales por medio de rutas con los pueblos Mayas de Chiapas, Petén y con pueblos del altiplano guatemalteco.”

### Postclásico Temprano:
Esta época se caracteriza por el colapso de la cultura clásica de las tierras bajas. Grandes ciudades como Tikal, Palenque o Cancuen dejan de existir y, con ellos, sus contactos con el área ixil. Desaparece la cerámica polícroma. La gente de los sitios del altiplano (Saqulew) sigue utilizando la misma cerámica doméstica, lo que indica que no viven grandes cambios. En muchos lugares aparecen nuevos elementos arquitectónicos, de origen mexicano, pero aparte de cerámica no se nota en área ixil.
Xe B’aj tal vez sigue jugando su papel regional. Hay un nuevo tipo de sepultura: tumbas rectangulares con mampostería de piedra y luego tumbas menos elaboradas o simple fosas, los cuerpos dejados en posición sentada. La innovación de esta época son los objetos de adorno personal de metal.

### Conquista española

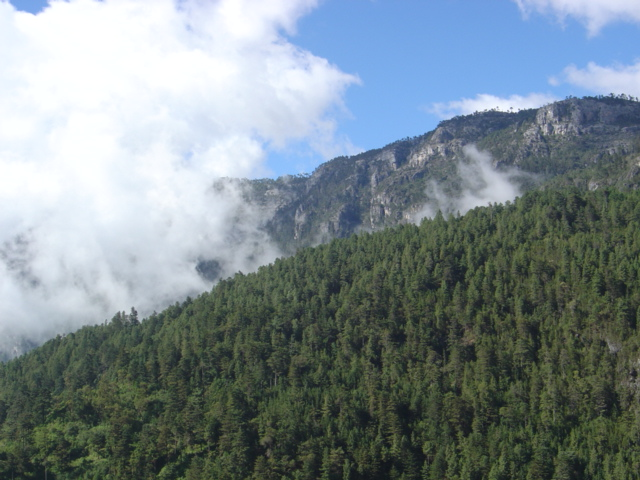
El terreno difícil y la lejanía de los Cuchumatanes, hicieron su conquista difícil.

En los diez años después de la caída de Zaculeu, los españoles trataron de invadir la Sierra de los Cuchumatanes para conquistar a los pueblos chuj y q'anjob'al y para buscar oro, plata y otras riquezas; sin embargo, la lejanía y la dificultad del terreno hicieron que su conquista resultara difícil.
Después de los españoles conquistaron la parte occidental de la sierra de los Cuchumatanes, los ixiles y uspantecos(uspantek) los lograron evadir; estos pueblos eran aliados y en 1529 los guerreros uspantecos estaban hostigando a las fuerzas españolas tratando de fomentar la rebelión entre los quichés. Gaspar Arias, magistrado de Guatemala, penetró en los Cuchumatanes orientales con una infantería de sesenta soldados españoles y trescientos guerreros aliados indígenas y a principios de septiembre había logrado imponer la autoridad española temporalmente en el área que ocupan los modernos poblados de Chajul y Nebaj. Luego, cuando marchaba al este hacia Uspantán, Arias recibió aviso de que el gobernador en funciones de Guatemala, Francisco de Orduña, lo había destituido como magistrado y tuvo que regresar a Guatemala, dejando al mando al inexperto Pedro de Olmos. Olmos lanzó un desastroso asalto frontal a la ciudad, en donde los españoles fueron emboscados por la retaguardia por más de dos mil guerreros uspantecos; los sobrevivientes que lograron escapar, regresaron, hostigados, a la guarnición española en Q'umarkaj.
Un año más tarde, Francisco de Castellanos encabezó una nueva expedición militar contra los ixiles y uspantecos, con ocho cabos, treinta y dos hombres montados, cuarenta soldados españoles a pie y cientos de guerreros aliados indígenas; en las laderas más altas de los Cuchumatanes, en el área que ocupa el moderno municipio de Sacapulas, se enfrentaron contra casi cinco mil guerreros ixiles procedentes de Nebaj y asentamientos cercanos. Las fuerzas españolas asediaron la ciudad y sus aliados indígenas lograron escalar las paredes, penetrar en la fortaleza y le prendieron fuego; los sobrevivientes fueron marcados como esclavos para castigarles por su resistencia. Los habitantes de Chajul, al saberlo, inmediatamente se rindieron y los españoles continuaron hacia Uspantán en donde había diez mil guerreros, procedentes del área ocupada por los modernos municipios de Cotzal, Cunén, Sacapulas y Verapaz; el despliegue de la caballería española y el uso de las armas de fuego decidieron la batalla en favor de los españoles que ocuparon Uspantán y nuevamente marcaron como esclavos a todos los guerreros supervivientes. Los pueblos en los alrededores también se rindieron y en diciembre de 1530 finalizó la conquista de los Cuchumatanes.
Cuando los españoles e indígenas tlaxcaltecas y cholultecas invadieron lo que hoy es Guatemala en la década de 1520, los indígenas de Nebaj y otros poblados ixiles y uspantekos resistieron varios años a la conquista gracias a su ubicación en la sierra de los Cuchumatanes y a la ferocidad de sus guerreros; tras varios años de derrotar los intentos de conquista española, finalmente fueron derrotados en diciembre de 1530, y los guerreros sobrevivientes fueron marcados como esclavos en castigo a su prolongada resistencia.

### Doctrina de los dominicos

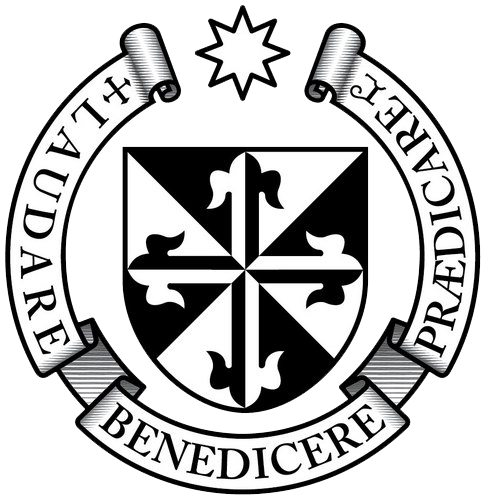
Escudo de la Orden de Predicadores.

La Corona española se enfocó en la catequización de los indígenas; las congregaciones fundadas por los misioneros reales en el Nuevo Mundo fueron llamadas «doctrinas de indios» o simplemente «doctrinas». Originalmente, los frailes tenían únicamente una misión temporal: enseñarle la fe católica a los indígenas, para luego dar paso a parroquias seculares como las establecidas en España; con este fin, los frailes debían haber enseñado los evangelios y el idioma español a los nativos. Ya cuando los indígenas estuvieran catequizados y hablaran español, podrían empezar a vivir en parroquias y a contribuir con el diezmo, como hacían los peninsulares.
Pero este plan nunca se llevó a cabo, principalmente porque la corona perdió el control de las órdenes regulares tan pronto como los miembros de éstas se embarcaron para América. Por otra parte, protegidos por sus privilegios apostólicos para ayudar a la conversión de los indígenas, los misionares solamente atendieron a la autoridad de sus priores y provinciales, y no a la de las autoridades españolas ni a las de los obispos. Los provinciales de las órdenes, a su vez, únicamente rendían cuentas a los líderes de su orden y no a la corona; una vez habían establecido una doctrina, protegían sus intereses en ella, incluso en contra de los intereses del rey y de esta forma las doctrinas pasaron a ser pueblos de indios que se quedaron establecidos para todo el resto de la colonia.
Las doctrinas fueron fundadas a discreción de los frailes, ya que tenían libertad completa para establecer comunidades para catequizar a los indígenas, con la esperanza de que estas pasaran con el tiempo a la jurisdicción de una parroquia secular a la que se le pagaría el diezmo; en realidad, lo que ocurrió fue que las doctrinas crecieron sin control y nunca pasaron al control de parroquias. La administración colectiva por parte del grupo de frailes eran la característica más importante de las doctrinas ya que garantizaba la continuación del sistema de la comunidad en caso falleciese uno de los dirigentes.

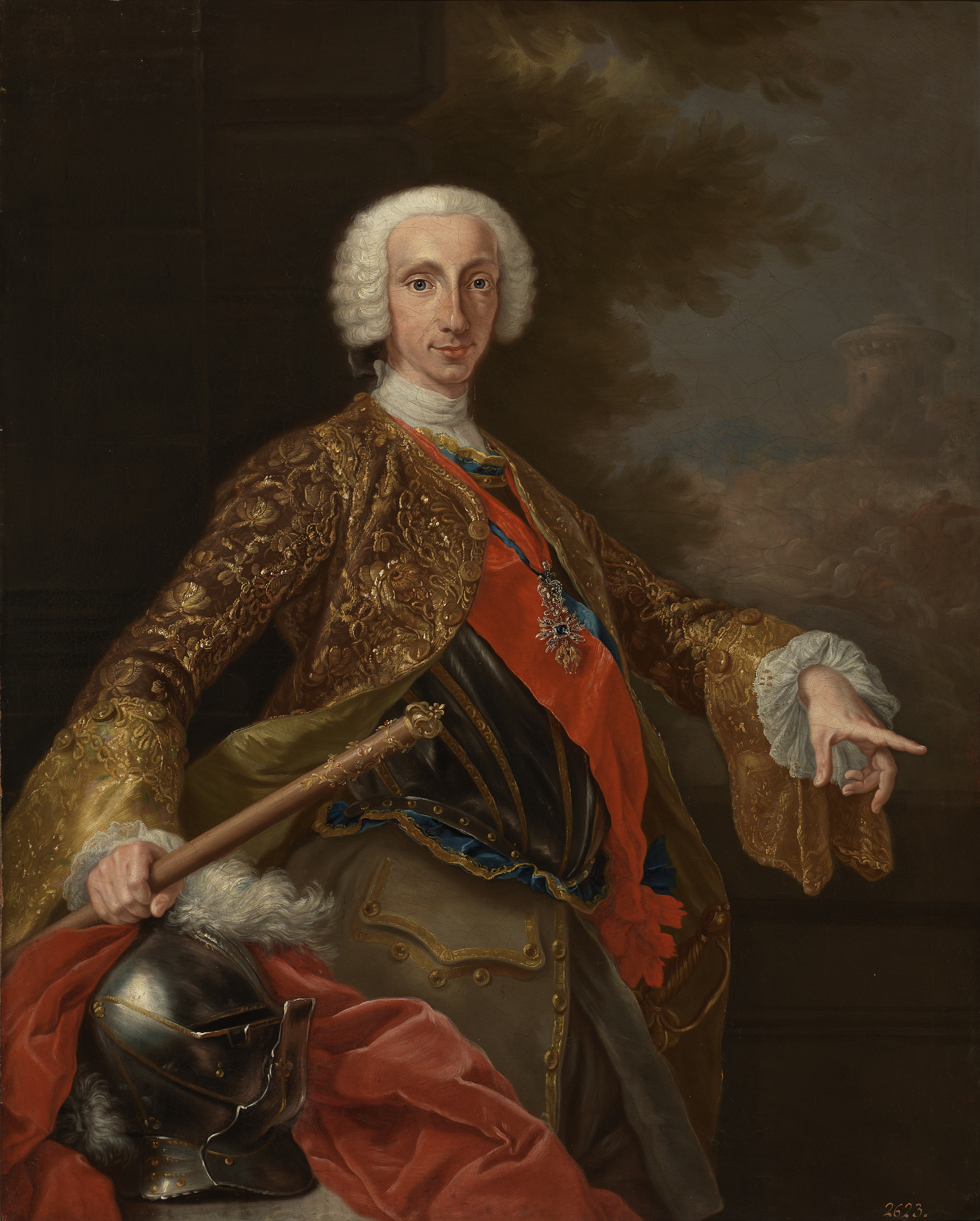
Rey Carlos III de España, promotor de las reformas borbónicas.

En 1638, los dominicos separaron a sus grandes doctrinas —que les representaban considerables ingresos económicos— en grupos centrados en sus seis conventos:  Los conventos estaban en: la ciudad de Santiago de los Caballeros de Guatemala, Amatitlán, Verapaz, Sonsonate, San Salvador y Sacapulas. Específicamente en Sacapulas, la doctrina abarcaba los poblados de Sacapulas, Cunén, Nebaj, Santa Cruz del Quiché, San Andrés Sajcabajá, Zacualpa y Chichicastenango.
En 1754, en virtud de una Real Cédula parte de las Reformas Borbónicas, todos los curatos de las órdenes regulares fueron traspasados al clero secular.
En 1765 se publicaron las reformas borbónicas de la Corona española, que pretendían recuperar el poder real sobre las colonias y aumentar la recaudación fiscal. Con estas reformas se crearon los estancos para controlar la producción de las bebidas embriagantes, el tabaco, la pólvora, los naipes y el patio de gallos. La real hacienda subastaba el estanco anualmente y un particular lo compraba, convirtiéndose así en el dueño del monopolio de cierto producto. Ese mismo año se crearon cuatro subdelegaciones de la Real Hacienda en San Salvador, Ciudad Real, Comayagua y León y la estructura político administrativa de la Capitanía General de Guatemala cambió a quince provincias:
Además de esta redistribución administrativa, la Corona española estableció una política tendiente a disminuir el poder de la Iglesia católica, el cual hasta ese momento era prácticamente absoluto sobre los vasallos españoles. Esta política de disminución de poder de la iglesia se basaba en la Ilustración

### Tras la Independencia de Centroamérica
El Estado de Guatemala fue definido de la siguiente forma por la Asamblea Constituyente de dicho estado que emitió la constitución del mismo el 11 de octubre de 1825: «el estado conservará la denominación de Estado de Guatemala y lo forman los pueblos de Guatemala, reunidos en un solo cuerpo.  El estado de Guatemala es soberano, independiente y libre en su gobierno y administración interior.»
Nebaj fue uno de los municipios originales del Estado de Guatemala en 1825; era parte del departamento de Totonicapán/Huehuetenango, cuya cabecera era Totonicapam e incluía a Momostenango, Nebaj, Huehuetenango, Malacatán, Soloma, Jacaltenango, y Cuilco.

### El efímero Estado de Los Altos

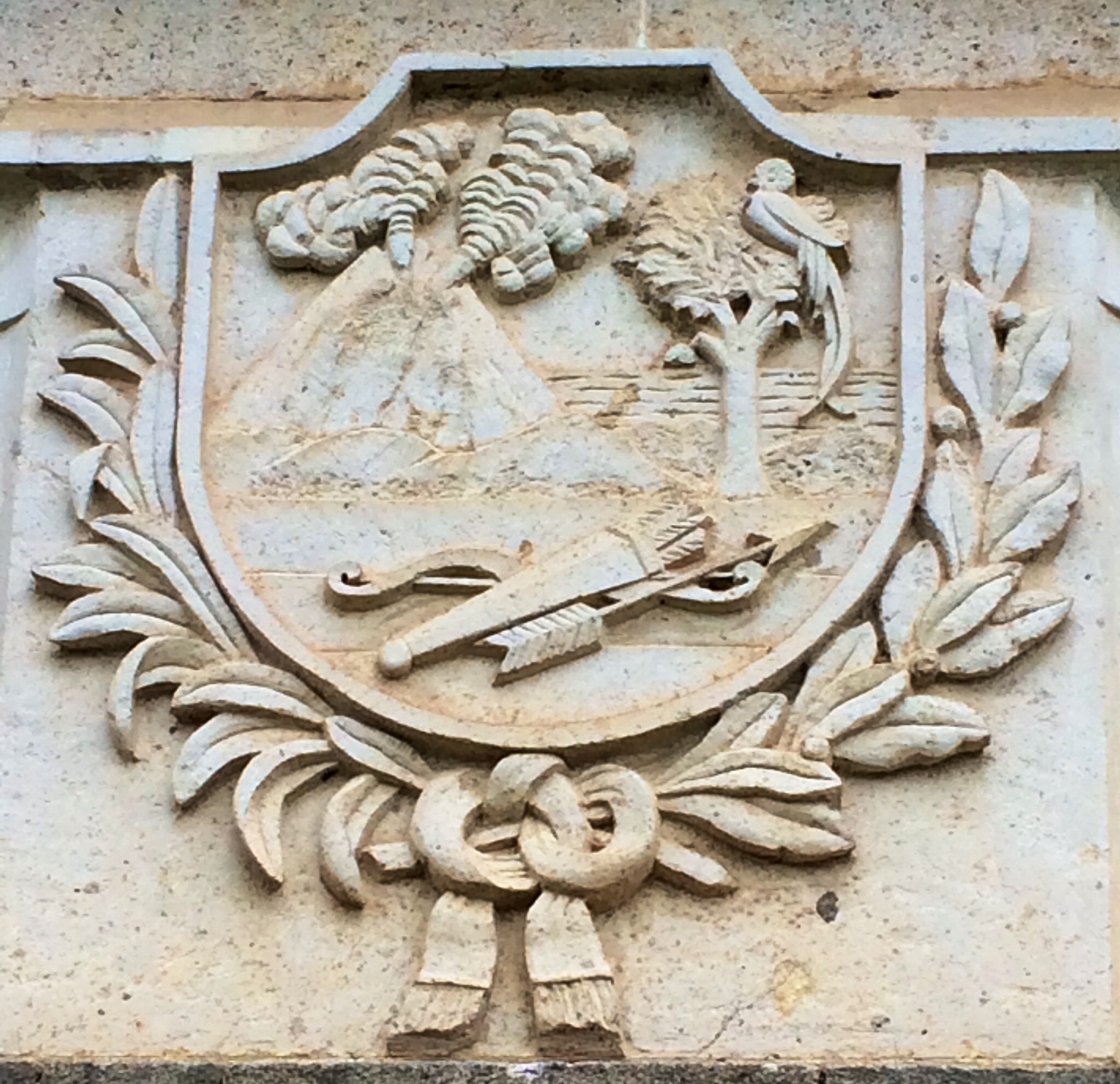
Escudo del Estado de los Altos

A partir del 3 de abril de 1838, Nebaj fue parte de la región que formó el efímero Estado de Los Altos y que forzó a que el Estado de Guatemala se reorganizara en siete departamentos y dos distritos independientes el 12 de septiembre de 1839:
- Departamentos: Chimaltenango, Chiquimula, Escuintla, Guatemala, Mita, Sacatepéquez, y Verapaz
- Distritos: Izabal y Petén[29]

La región occidental de la actual Guatemala había mostrado intenciones de obtener mayor autonomía con respecto a las autoridades de la ciudad de Guatemala desde la época colonial, pues los criollos de la localidad consideraban que los criollos capitalinos que tenían el monopolio comercial con España no les daban un trato justo.  Pero este intento de secesión fue aplastado por el general Rafael Carrera, quien reintegró al Estado de Los Altos al Estado de Guatemala en 1840.

### Tras la Reforma Liberal de 1871
Luego de la Reforma Liberal de 1871, el presidente de facto provisiorio Miguel García Granados dispuso crear el departamento de Quiché para mejorar la administración territorial de la República dada la enorme extensión del territorio de Totonicapán y de Sololá. De esta cuenta, el 12 de agosto de 1872 Nebaj pasó a formar parte del nuevo departamento de Quiché, junto con la nueva cabecera Santa Cruz del Quiché y Joyabaj, Lemoa, Chichicastenango, Chinic, Chiché, San Pedro Jocopilas, San Andrés Joyabajá, Cunem, San Miguel Uspantán, Cotzal, Chujuyup, San Bartolo Jocotenango, Sacapulas, Chajul, Caniyá y Zacualpa.

### Franja Transversal del Norte

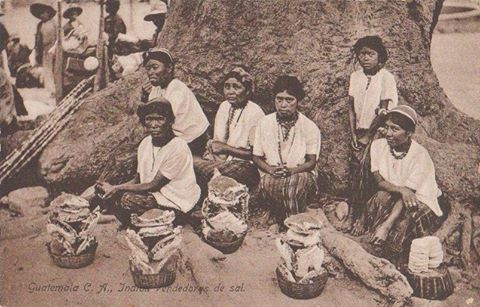
Vendedoras de sal en Nebaj. 1920

La Franja Transversal del Norte fue creada oficialmente durante el gobierno del general Carlos Arana Osorio en 1970, mediante el Decreto 60-70 en el Congreso de la República, para el establecimiento de desarrollo agrario. Las Zonas de Desarrollo Agrario estaban comprendidas dentro de los municipios: Santa Ana Huista, San Antonio Huista, Nentón, Jacaltenango, San Mateo Ixcatán, y Santa Cruz Barillas en Huehuetenango; Chajul y San Miguel Uspantán en el Quiché; Cobán, Chisec, San Pedro Carchá, Lanquín, Senahú, Cahabón y Chahal, en Alta Verapaz y la totalidad del departamento de Izabal.
A mediados de la década de 1970, se descubrió petróleo en la zona y altos oficiales guatemaltecos —incluyendo los expresidentes Fernando Romeo Lucas García y Kjell Eugenio Laugerud García— se convirtieron entonces en grandes terratenientes e inversionistas aprovechando las políticas de traslado de campesinos, acceso a información privilegiada, ampliación del crédito público y grandes proyectos de desarrollo; de hecho, la oficialidad guatemalteca formó el Banco del Ejército, y diversificó sus fondos de pensión.  Pero la presencia del Ejército Guerrillero de los Pobres en el departamento de Quiché, especialmente en la región petrolera de Ixcán, hizo que la guerra civil se recrudeciera en el área y los proyectos no se llevaran a cabo.  La región quedó en un parcial abandono hasta 2008, que se inició la construcción de la carretera en la franja.

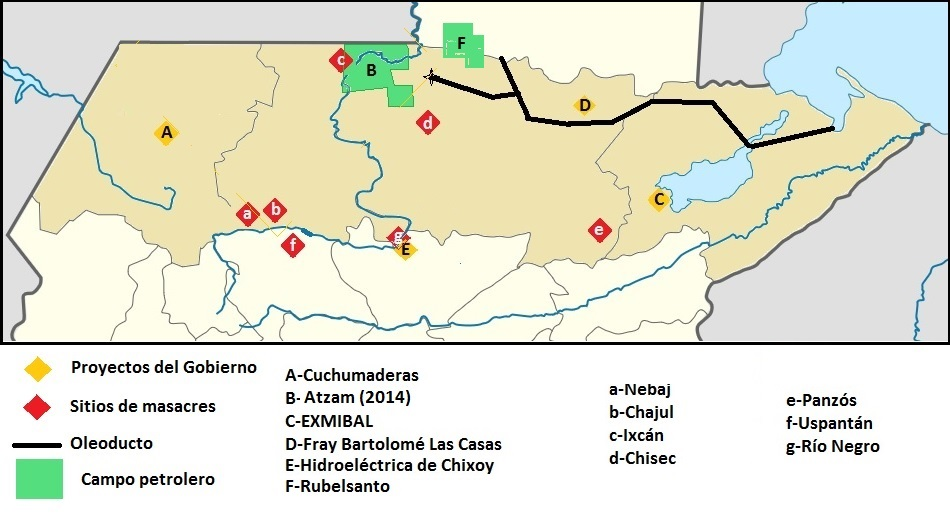
Ubicación de proyectos gubernamentales y de masacres en el área de la Franja Transversal del Norte. Obsérvese el campo petrolero de Atzam que se encuentra operativo en Ixcán.

### Guerra Civil de Guatemala

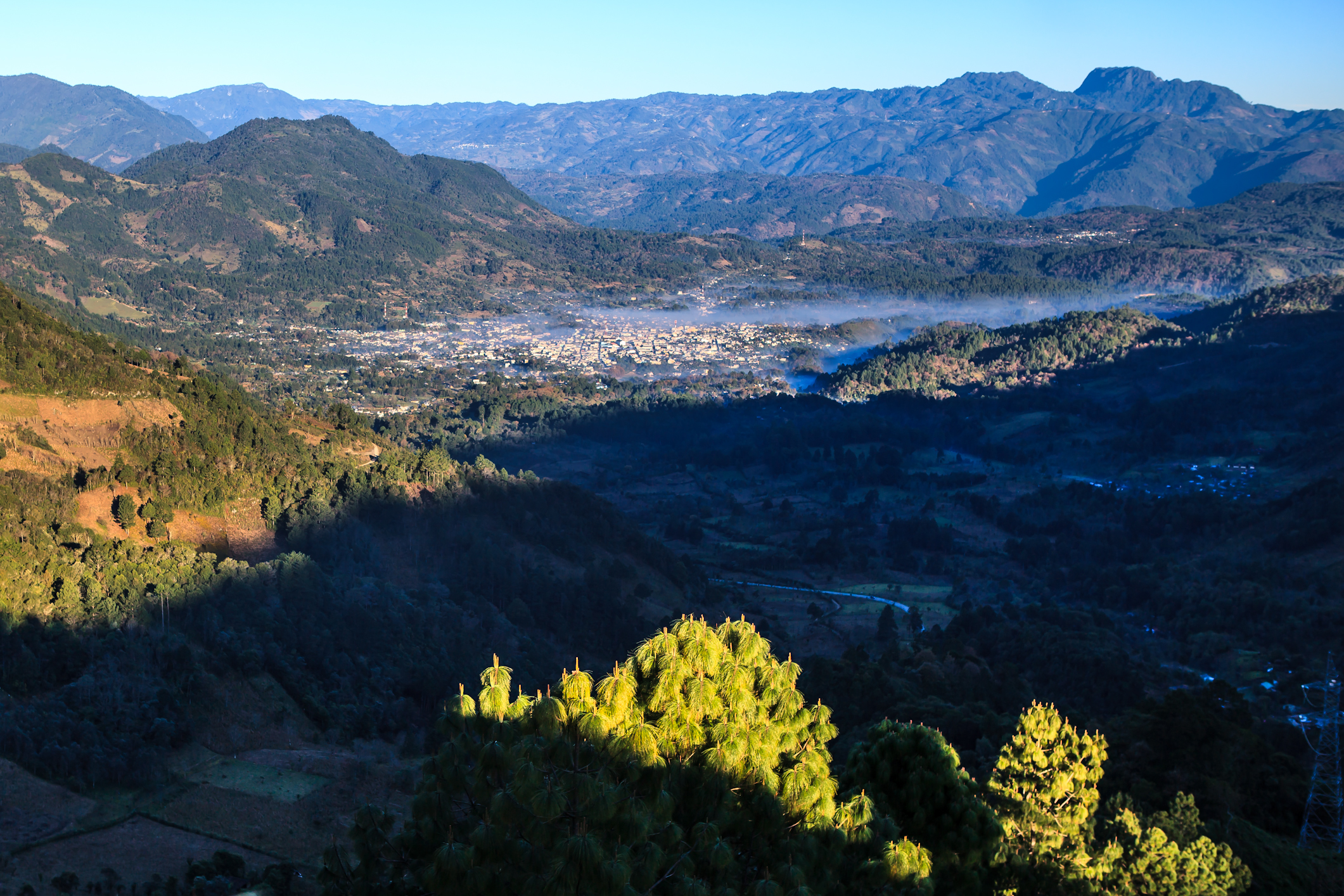
Vista panorámica de la cabecera municipal en 2012.

En Nebaj también actuó el Ejército Guerrillero de los Pobres, el cual justificaba los atentados a la infraestructura que cometía argumentando que afectaban, por un lado, los intereses económicos del Estado y de los sectores productivos, y por el otro, que vulneraban al Ejército: «Destruir infraestructura con el concepto de decir vamos a destruir la infraestructura del país, para dañar el país, eso no. Siempre tenía una explicación ... en relación a la guerra que estábamos viviendo y en relación al momento táctico que para qué íbamos a volar este puente, sí lo íbamos a volar para que el Ejército no pasara y para que no siguiera con su barbarie ... para cortarle el avance y la retirada ... Pero lo que es de Nentón para el norte, la carretera se cerró [finales 81 inicio 82], no entraba el Ejército, no entraba ninguna autoridad, estaban cortados los postes de telegrafía que eran los medios de comunicación que había aparte de la carretera». «Al cortar la energía que llegara al cuartel (del Ejército) se cortaba la energía de toda la población, creando descontento entre el pueblo. Después, esos sabotajes se generalizaron para provocar ya un descontrol total en todo el país e ir preparando condiciones para pasar a un período casi de pre-insurrección.
| Fecha                   | Objetivo                                                                                  | Resultado |
| ----------------------- | ----------------------------------------------------------------------------------------- | --- |
| 19 de julio de 1981     | Municipalidad de Chichicastenango, Quiché                                                 | Quemaron parcialmente las instalaciones por medio de una bomba incendiaria; luego impidieron el ingreso de los elementos de socorro.               |
| 13 de noviembre de 1981 | Municipalidad de Zacualpa, Quiché                                                         | Destrucción de la sede municipal. |
| 16 de noviembre de 1981 | Instalaciones eléctricas del INDE en Santa Cruz del Quiché                                | Dejó sin energía eléctrica a todos los municipios aledaños.                                                                                        |
| 16 de diciembre de 1981 | Municipalidad, oficinas de correos y estación de policía de Tecpán, Chimaltenango         | Destrucción de las instalaciones y asesinato de seis personas; además se hicieron pintas en la localidad y sabotearon la carretera interamericana. |
| 18 de diciembre de 1981 | Puente «El Tesoro» en Quiché                                                              | Destrucción total del puente, cortando el acceso al Ejército.                                                                                      |
| 21 de diciembre de 1981 | Municipalidad y oficinas de correos y telégrafos de Cunén, Quiché                         | Quemaron los documentos del registro civil y luego las instalaciones de la municipalidad.                                                          |
| 19 de enero de 1982     | Instalaciones del Instituto Nacional de Electrificación (INDE) en Villa Nueva y Escuintla | Se interrumpió el suministro eléctrico en veintiuno de los veintidós departamentos de la República.                                                |
| 19 de enero de 1982     | Planta de energía eléctrica del INDE en Santa Cruz del Quiché                             | Una bomba destruyó la planta de energía, dejando sin suministro a todos los municipios que la rodean.                                              |
| 27 de enero de 1982     | Puentes que comunican las poblaciones de San Miguel Uspantán, Nebaj y Chajul en Quiché    | Destrucción total de los dos puentes, cortando el acceso al Ejército.                                                                              |

Para contrarrestar el auge de la ofensiva guerrilla tras el triunfo de la Revolución Sandinista en Nicaragua en 1979, el gobierno de Lucas García inició la ofensiva de Tierra Arrasada en la región en donde operaba el Ejército Guerrillero de los Pobres, en el área de Chajul, Nebaj e Ixcán en Quiché, región rica en petróleo de la Franja Transversal del Norte; como parte de esta ofensiva, se dieron intensos ataques a poblaciones civiles que resultaron en masacres que fueron registradas por el informe REHMI y los informes de la Comisión para el Esclarecimiento Histórico. Para la descripción de masacre, el informe REHMI definió los asesinatos colectivos asociados a destrucción comunitaria; la mayoría de las masacres registradas por el informe REHMI corresponden al Departamento de Quiché; le siguen Alta Verapaz (63), Huehuetenango (42), Baja Verapaz (16) Petén (10) y Chimaltenango (9), pero también aparecen en otros departamentos. Los datos sobre las fuerzas responsables revelan la importancia de las masacres como parte de la política contrainsurgente. Después de octubre de 1981 hay más testimonios de masacres y se caracterizan por un patrón más indiscriminado, lo que sugiere que después de esa fecha las masacres fueron más importantes, estaban planificadas con mayor premeditación y llevaron a cabo una destrucción más global de las comunidades, en congruencia con la gran ofensiva desarrollada por el Ejército a partir de Chimaltenango hacia grandes áreas del Altiplano. Una de cada seis masacres se realizó en un día importante para la comunidad; ya fuera en día de mercado, de fiesta, o de reuniones de carácter religioso, los ataques en días señalados trataban de aprovechar la concentración de población para desarrollar de manera más masiva sus acciones y en algunos casos tenían un claro significado simbólico. Este aspecto, junto con la concentración de la población, y el control de la situación mostrado por el Ejército, muestra que los ataques fueron planificados.
Junto con la quema y destrucción de las casas, las torturas, atrocidades masivas y las capturas de la población aparecieron en más de la mitad de los ataques. Los enterramientos en fosas comunes, a menudo excavadas por las propias víctimas, se describen también en una parte importante de los testimonios; estos enterramientos clandestinos en fosas comunes fueron utilizados muchas veces como una forma de ocultar las pruebas de los asesinatos. En otras ocasiones las masacres se dieron en el marco de operativos a gran escala con gran despliegue de fuerzas militares y apoyo de la aviación que bombardeó esas zonas. Al menos una de cada nueve comunidades analizadas sufrió bombardeos asociados a masacres, ya fuera en los días anteriores o después del bombardeo. Después del ataque lo más frecuente fue que la gente huyera (40%) como forma de defender su vida, ya fuera a la montaña, al exilio o a otra comunidad; una de cada seis aldeas que sufrieron masacres quedó completamente arrasada.

#### Operación Sofía

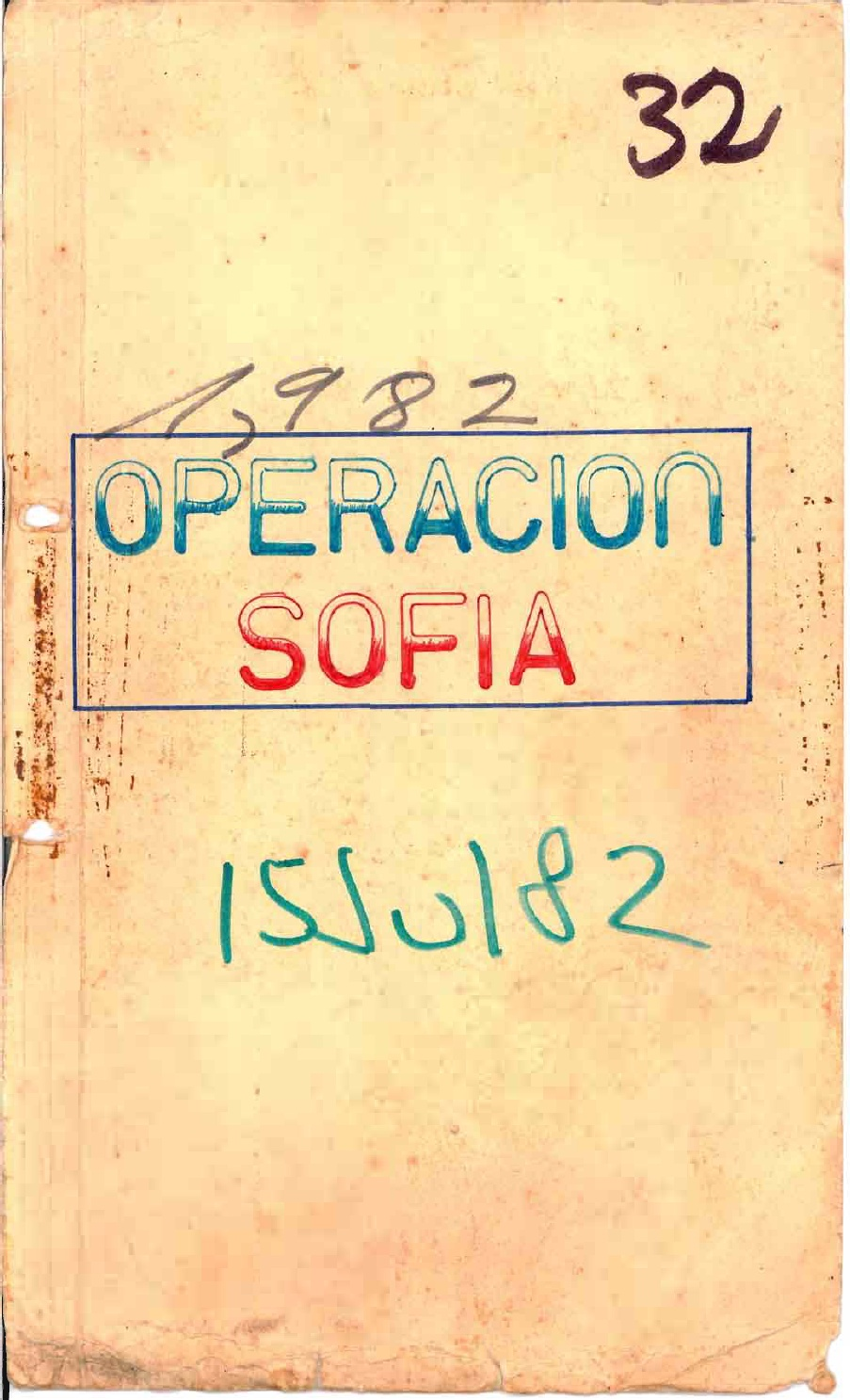
Operación Sofía: documento emitido por el ejército de Guatemala en 1982.

Del 8 de julio al 20 de agosto de 1982, ya durante la jefatura de estado del general Efraín Ríos Montt el ejército guatemalteco implementó el plan Operación Sofía. El informe de inteligencia militar indicaba que tras la fuerte ofensiva lanzada contra la insurgencia en el último trimestre de 1981, la guerrilla había sido vencida y no había logrado su objetivo de alcanzar el poder en marzo de 1982; pero, en enero de 1982 la guerrilla había iniciado una ofensiva político-militar para superar la crisis que le había representado la ofensiva del Ejército. El informe de inteligencia también afirma que la ofensiva guerrilla se había incrementado en la región de Nebaj, en El Quiché debido a la ayuda internacional que los insurgentes habían recibido del extranjero y que se habían formado dos frentes nuevos, el Fronterizo y el Afganistán, los cuales contaban con aproximadamente 30 combatientes cada uno, y estaban convenientemente equipados con armamento y equipo de primeros auxilios. En cuanto a los civiles que habitaban en el área, el informe de inteligencia indica que todos los habitantes de la región habían sido concienciados por la guerrilla, se escondían del ejército en cuevas alejadas de sus pueblos y no proporcionaban la información que se les requiere.
El documento del plan «Operación Sofía» incluye telegramas del Servicio de Transmisiones del Ejército, en donde se menciona que se evacuaron civiles del área, y se solicita que los capturados serán reincorporados a su vida normal:
- 22 de julio: «Hoy 1100 horas, capturáronse inmediaciones Salquil 87-12, dieciocho personas mayores, doce niños, solicito apoyo esa superioridad efecto control subsistencia y reincorporación a su vida normal.»[47]
- 24 de julio: «1500 horas fueron evacuadas de área conflictiva diez familias encontrábanse amenazadas por subversión, las que incluyen cinco hombres, diez mujeres, diecisiete niñas, quince niños, una recién nacida. Quedando pendiente familias por ser evacuadas.»[48]
- 25 de julio: «Aumento número de evacuados a ocho hombres, trece mujeres, diecisiete niños, un recién nacido.»[49]
- 26 de julio: «Número de evacuados ha sido de veinte hombres, veintisiete mujeres, seis niños, veinticinco niñas, una recién nacida.»[50]

También, en el documento se encuentran ejemplos de panfletos del ejército y la guerrilla, los cuales formaban parte de la guerra psicológica que se estaba llevando a cabo y para la cual el ejército guatemalteco solicitaba al Estado Mayor una pequeña transmisora radial y la implementación de un equipo de operaciones psicológicas, pues la gran mayoría de la población de la localidad estaba muy convencida de la doctrina guerrillera, era analfabeta, y conocía muy poco el castellano:
- Ejemplo de panfleto militar:

| «Pueblo de Nebaj, es tiempo de meditar, es tiempo de pensar, pongamos en orden nuestro pensamiento, la experiencia del pasado nos tiene que guiar hacia el futuro de Nebaj; debemos de pensar en nuestro pueblo, por aquí viven nuestros hijos y es aquí también donde descansan nuestros abuelos, nuestros antepasados. El ejército no reprime y mata como nos han hecho creer, no debemos tenerles miedo. Acerquémonos a ellos y veremos que no son como nos lo han hechos creer esos malos hombres que están en la montaña escondidos. Ya nadie viene a comprar nuestras telas por miedo al camino, son los subversivos los que nos han traído este sufrimiento, antes éramos felices con lo poco que teníamos, ahora ya no tenemos nada y si seguimos así no nos llegarán granos, i verduras, tenemos que ayudar al ejército para acabar con esta gente subversiva que se dice llamar guerrilleros. Debemos ayudar al ejército con la verdad, el ejército está lleno de gente como nosotros, en su mayoría campesinos que se sacrifican por nuestra patria, por la libertad de Guatemala. Pueblo de Nebaj, los subversivos no creen en Dios; tú sí crees en Dios, debemos arreglar nuestras iglesias que son la fuenta de nuestra fe cristiana.» «Los hermanos ixiles que ayudan a estas bandas de maleantes está engañados con falsas promesas, ayudemos a nuestros hermanos a sacarlos de estas organizaciones que sólo les traerá la muerte a ellos y a sus familias. Debemos tener presente que esta gente subversiva jamás podrá triunfar, ya que nosotros estamos convencidos que esta lucha sólo nos traerá la muerte y pobreza. El ejército está mejor capacitado y entrenado pero con la de Dios y de nosotros acabaremos con estos bandidos. A la gente de confianza, organizarla para salvar Nebaj. No es posible que unos pocos bandidos siembren el terror y la desconfianza; sólo organizados defenderemos Nebaj, ya estamos cansados de tanta violencia. Violencia que nos trajeron ellos mismos que dicen llamarse guerrilleros. Es ya hora de pagarles con su propia medicina. Ayuda al ejército que en esta forma ayudarás a tu pueblo. |

- Ejemplo de panfleto de la guerrilla:

| «La autodefensa son todas aquellas medidas que la población organizada tiene que poner en práctica para defenderse del enemigo, para sufrir el menor número de bajas y daño cuando éste ataca, para evitar que su economía (siembras, cosechas, comercio, etc.) sufra grandes pérdidas, para que su moral revolucionaria y combativa no se quiebre, para poder golpear al enemigo aunque este se lance atacando a la población. En la última ofensiva que el enemigo lanzó en nuestro frente en los meses de enero, febro, marzo del presenta año se vio que las poblaciones que no pusieron en práctica las medidas de Autodefensa en forma correcta y con conciencia revolucionaria sufrieron bastantes pérdidas de vidas: hombres, mujeres, ancianos, niños, hasa mujeres embarazadas, muchos de ellos fueron quemados dentro de sus ranchos, despedazados con machetes, los torturaron y muchas mujeres las violaron. Estas dolorosas pérdidas se debieron en gran parte a que estos compañeros no llegaron a entender ni a conocer la verdadera intención asesina del enemigo; se confiaron creyendo que se les iba a perdonar la vida por el hecho de no salir huyendo cuando ellos se acercaban. Las principales deficiencias y errores que se vieron en la recién pasada ofensiva enemiga en cuanto a la población, de las medidas de Autodefensa son las siguientes: 1. En algunas poblaciones la gente organizada se quedó en sus casas a pesar de que sabía que el ejército había reprimido cruelmente en algunas loclaidades mientras que a unas pocas las había respetado; esta forma de engaño logró confundir a compañeros que se quedaron en sus casas, los cuales fueron masacrados. Algunos de estos compañeros fueron capturados y torturados, y con la presión de la tortura y amenaza de muerte se quebraron, convirtiéndose en guías del ejército e informadores de nuestras estructuras; con su actitud pusieron en peligro la vida de miles de compañeros, nuestras actividades guerrilleras y nuestra propia organización. 2. En la mayoría de las aldeas la población no puso en práctica la orientación tantas veces dada por los organismos de hacer los buzones estratégicos para esconder sus cosechas de granos básicos. 3. No se guardaron las medidas de compartimentación sobre los puntos de concentración de los grupos de la población para su plan de emergencia. 4. Hay fallos en las postas, algunos compañeros hacen más poste que otros, muchos compañeros todavía no han comprendido la importancia de las mismas. 5. Las señas de alarma para avisar que el enemigo se acerca todavía no se han afinado ni mejorado. 6. En algunos lugares las FIL no se han hecho cargo de la dirección de la Autodefensa, todavía no han comprendido que la mayor responsabilidad de la Autodefensa les toca a ellos. 7. En muchos pocos lugares se hicieron trampas y en casi ninguno se han hecho armas populares (lanzas, arcos, flechas, bombas molotov, etc.) 8. en la mayoría de las aldeas no se prepararon abastos para los momentos en que la ofensiva del enemigo se puso muy dura. 9. En muchas localidades se estuvo esperando que las fuerzas guerrilleras alzadas las llegaran a defender, y aunque es correcto porque estas son la semilla del ejército del pueblo que debe defenderlas, por el momento no es real que éstas puedan defenderas en la mayor parte de lugares a donde el enemigo llega a masacrar. En el pueblo de Viet Nam la Autodefensa fue la forma de defenderse que le permitió conservar la vida de la mayoría de la población, a pesar de que los franceses, japoneses y gringos hicieron todo lo posible por quebrar el espíritu de lucha de un Pueblo. El Pueblo vivía debajo de la tierra cuando los ataques del enemigo lo exigía; dentro de los túneles, en los caminos y en muchos lugares hicieron miles de trampas con los cuales lograron hacer muchas bajas al enemigo y desmoralizarlo.» |

Ambos panfletos están orientados a educar a los pobladores de la región, pero ambos evidencian un fuerte desconocimiento de la población a la que van dirigidos: por un lado, el lenguaje utilizado en el panfleto guerrillero es sumamente sofisticado, evidenciando que quienes lo escribieron eran personas de alto grado académico luchando por un ideal marxista, pero sin la capacidad de expresar las mismas ideas en un lenguaje sencillo y directo que pudiera entenderse fácilmente por las comunidades rurales analfabetas. Por otro lado, el lenguaje del ejército es mucho más accesible para los pobladores, pero no es convincente por las noticias que circulaban en el área por las acciones del ejército. En ambos casos, falta una interpretación indígena de los hechos: no hay ninguna referencia a las creencias de los ixiles, y mucho menos escritos en su idioma nativo que hiciera llegar los mensajes en forma efectiva.
Luego, el reporte del ejército sobre los resultados de la Operación Sofía del 19 de agosto de 1982, indica que la misma «fue exitosa tanto en el aspecto militar como en el de operaciones psicológicas. Durante toda la operación se mantuvo presión sobre el enemigo, no se tuvo ninguna baja debido al combate, ni administrativo, habiéndose logrado cortar las bases de apoyo logístico del área, habiéndose logrado destruir en el período que se reporta 10 buzones grandes y desactivadas treinta y tres trampas, quince viviendas subterráneas todo lo cual fue destruido. En operaciones de control de la población se logró quitar gran apoyo a la guerrilla, lográndose evacuar hacia el municipio de Nebaj ciento veintidós personas los cuales quedaron bajo el control del Destacamento Militar de dicho municipio. La Primera compañía de paracaidistas formaron un destacamento en la Aldea Salquil con el fin de reunir en esta aldea a los moradores de los diferentes cantones reportando haber reunido y controlado a setecientos treinta y siete personas, las cuales están recibiendo ayuda y seguridad de parte de la Fuerza de Tarea Gumarkaj. El 5 de agosto doscientas cuarenta y seis personas vecinas de Salquil y sus alrededores se presentaron a las autoridades militares del municipio de Aguacatán, solicitando protección.»
Según estudios sobre el conflicto armado en Guatemala, el 69% de la población Ixil perteneciente a Nebaj fue obligada a desplazarse por la política de la tierra arrasada y las ofensivas de los gobiernos militares en la región.[cita requerida]
Durante la época colonial fue una doctrina de los frailes dominicos y luego de la Independencia de Centroamérica fue uno de los municipios originales del departamento de Totonicapán. En 1838 pasó a formar parte del efímero Estado de Los Altos hasta que este fue reincorporado al Estado de Guatemala por el general conservador Rafael Carrera en 1840.  Luego de la Reforma Liberal de 1871, el 12 de agosto de 1872 el gobierno de facto del presidente provisorio Miguel García Granados creó el departamento de Quiché, al que Nebaj ha pertenecido desde entonces.
Desde 1970 forma parte de la Franja Transversal del Norte y a principios de la década de 1980 fue escenario de conflicto entre el Ejército de Guatemala y el Ejército Guerrillero de los Pobres durante la Guerra Civil de Guatemala. Nebaj fue uno de los lugares más afectados junto con Chajul y Cotzal durante el enfrentamiento armado interno entre estas dos partes

## Demografía
En el Municipio de Nebaj la  población era de 77,377 habitantes, equivalente a 130 habitantes por kilómetro cuadrado en  2021. A causa de la emigración de varios Nebajenses  a Estados Unidos la población a disminuido constantemente...

## Geografía física

### Clima
La cabecera municipal de Nebaj tiene clima templado (Clasificación de Köppen: Cfb).
| Parámetros climáticos promedio de Nebaj | Parámetros climáticos promedio de Nebaj | Parámetros climáticos promedio de Nebaj | Parámetros climáticos promedio de Nebaj | Parámetros climáticos promedio de Nebaj | Parámetros climáticos promedio de Nebaj | Parámetros climáticos promedio de Nebaj | Parámetros climáticos promedio de Nebaj | Parámetros climáticos promedio de Nebaj | Parámetros climáticos promedio de Nebaj | Parámetros climáticos promedio de Nebaj | Parámetros climáticos promedio de Nebaj | Parámetros climáticos promedio de Nebaj | Parámetros climáticos promedio de Nebaj |
| Mes                                     | Ene.                                    | Feb.                                    | Mar.                                    | Abr.                                    | May.                                    | Jun.                                    | Jul.                                    | Ago.                                    | Sep.                                    | Oct.                                    | Nov.                                    | Dic.                                    | Anual                                   |
| --------------------------------------- | --------------------------------------- | --------------------------------------- | --------------------------------------- | --------------------------------------- | --------------------------------------- | --------------------------------------- | --------------------------------------- | --------------------------------------- | --------------------------------------- | --------------------------------------- | --------------------------------------- | --------------------------------------- | --------------------------------------- |
| Temp. máx. media (°C)                   | 20.2                                    | 21.0                                    | 22.8                                    | 23.3                                    | 22.3                                    | 21.3                                    | 20.8                                    | 21.2                                    | 21.0                                    | 20.0                                    | 20.5                                    | 20.5                                    | 21.2                                    |
| Temp. media (°C)                        | 13.8                                    | 14.2                                    | 15.8                                    | 16.5                                    | 16.3                                    | 16.2                                    | 15.7                                    | 15.5                                    | 15.7                                    | 14.9                                    | 14.6                                    | 14.5                                    | 15.3                                    |
| Temp. mín. media (°C)                   | 7.5                                     | 7.4                                     | 8.8                                     | 9.7                                     | 10.4                                    | 11.2                                    | 10.6                                    | 9.9                                     | 10.5                                    | 9.9                                     | 8.8                                     | 8.5                                     | 9.4                                     |
| Precipitación total (mm)                | 40                                      | 27                                      | 37                                      | 65                                      | 116                                     | 266                                     | 196                                     | 183                                     | 214                                     | 185                                     | 86                                      | 36                                      | 1451                                    |
| Fuente: Climate-Data.org                |                                         |                                         |                                         |                                         |                                         |                                         |                                         |                                         |                                         |                                         |                                         |                                         |                                         |

### Ubicación geográfica
Santa María Nebaj se localiza al norte del departamento de El Quiché y en la zona conocida como Franja Transversal del Norte. Ocupa una extensión de 650 km² aproximadamente.
- Norte: Ixcán, municipio del departamento de El Quiché
- Sur: Sacapulas, municipio del departamento de El Quiché[60]
- Sureste: Cunén, municipio del departamento de El Quiché
- Este: Cotzal y Chajul, municipios del departamento de El Quiché[60]
- Oeste: Aguacatán, Chiantla, Santa Eulalia, San Juan Ixcoy y Santa Cruz Barillas, municipios del departamento de Huehuetenango.

|                                                                            | Norte: Ixcán   |                     |
| Oeste: Santa Cruz Barillas Aguacatán Chiantla Santa Eulalia San Juan Ixcoy |                | Este: Cotzal Chajul |
|                                                                            | Sur: Sacapulas | Sureste: Cunén      |

## Gobierno municipal
Los municipios se encuentran regulados en diversas leyes de la República, que establecen su forma de organización, lo relativo a la conformación de sus órganos administrativos y los tributos destinados para los mismos.  Aunque se trata de entidades autónomas, se encuentran sujetos a la legislación nacional y las principales leyes que los rigen desde 1985 son:
| N.º | Ley                                                | Descripción |
| --- | -------------------------------------------------- | --- |
| 1   | Constitución Política de la República de Guatemala | Tiene una regulación legal específica para los municipios en los artículos 253 al 262. |
| 2   | Ley Electoral y de Partidos Políticos              | Ley de carácter constitucional aplicable a los municipios en el tema de la conformación de sus autoridades electas. |
| 3   | Código Municipal                                   | Decreto 12-2002 del Congreso de la República de Guatemala. Tiene la categoría de ley ordinaria y contiene preceptos generales aplicables a todos los municipios, e inclusive contiene legislación referente a la creación de los municipios.             |
| 4   | Ley de Servicio Municipal                          | Decreto 1-87 del Congreso de la República de Guatemala. Regula las relaciones entra la municipalidad y los servidores públicos en materia laboral. Tiene su base constitucional en el artículo 262 de la constitución que ordena la emisión de la misma. |
| 5   | Ley General de Descentralización                   | Decreto 14-2002 del Congreso de la República de Guatemala. Regula el deber constitucional del Estado, y por ende del municipio, de promover y aplicar la descentralización y desconcentración económica y administrativa.                                |

El gobierno de los municipios está a cargo de un Concejo Municipal mientras que el código municipal —ley ordinaria que contiene disposiciones que se aplican a todos los municipios— establece que «el concejo municipal es el órgano colegiado superior de deliberación y de decisión de los asuntos municipales […] y tiene su sede en la circunscripción de la cabecera municipal»; el artículo 33 del mencionado código establece que «[le] corresponde con exclusividad al concejo municipal el ejercicio del gobierno del municipio».
El concejo municipal se integra con el alcalde, los síndicos y concejales, electos directamente por sufragio universal y secreto para un período de cuatro años, pudiendo ser reelectos.
Existen también las Alcaldías Auxiliares, los Comités Comunitarios de Desarrollo (COCODE), el Comité Municipal del Desarrollo (COMUDE), las asociaciones culturales y las comisiones de trabajo. Los alcaldes auxiliares son elegidos por las comunidades de acuerdo a sus principios y tradiciones, y se reúnen con el alcalde municipal el primer domingo de cada mes, mientras que los Comités Comunitarios de Desarrollo y el Comité Municipal de Desarrollo organizan y facilitan la participación de las comunidades priorizando necesidades y problemas.
Los alcaldes que ha habido en el municipio han sido:
- 2012-2016: Pedro Raymundo Cobo[63]
- 2016-2020: Pedro Raymundo Cobo
- 2020-2024: Virgilio Gerónimo Guzman
- 2024-2028: Ramon Raymundo

## Fiesta titular

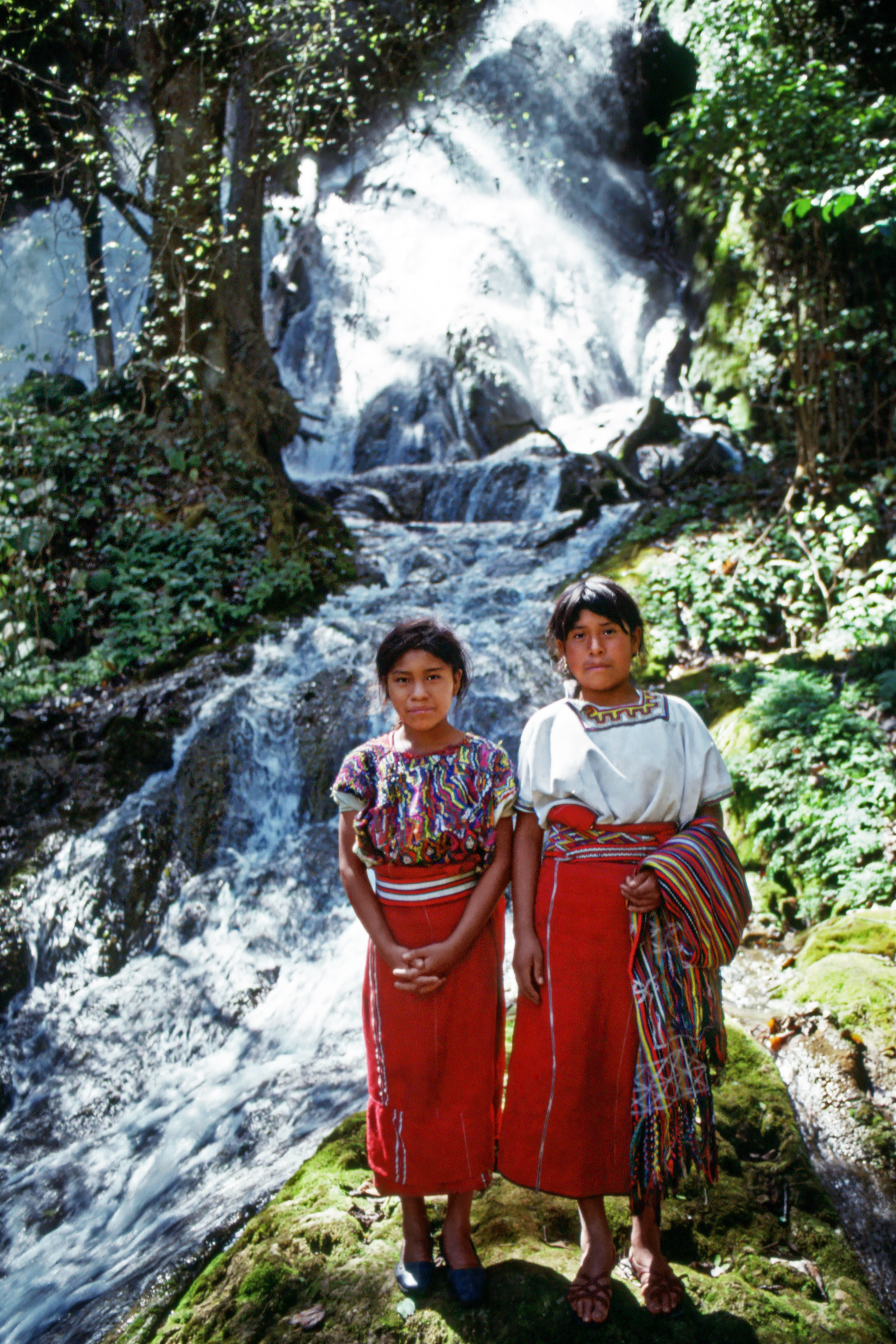
A orillas del río Azul, jóvenes habitantes de Nebaj con trajes típicos (1988).

Su fiesta titular se celebra del 8 al 16 de agosto en honor a la Virgen de la Asunción. En donde se llevan a cabo las siguientes actividades: elección e investidura de la señorita ME‘AL NAAB‘A, (hija del pueblo),  desfile alegórico de las instituciones educativas, encuentros deportivos, conciertos, presentaciones culturales, bailes sociales y populares, danza del Palo Volador, presentación del convite 14 de agosto, presentación del convite femenino, concurso de cerdo y palo ensebado, quema de cohetillos.